# IMac Pro
iMac Pro ([ˌaɪˈmæk], [ˌайˈмак], рус. Аймак Про) — серия профессиональных рабочих станций выполненных в формате моноблочных персональных компьютеров, производимых корпорацией Apple Inc. с 2017 года. Фактически они являются развитием серии моноблоков Apple iMac и внешне мало чем от них отличаются.
5 марта 2021 года Apple остановила производство iMac Pro, и продавала базовую модель до того момента, пока не закончатся запасы. 19 марта того же года он был исключён из линейки продуктов Apple.
В марте 2022 года был выпущен косвенный наследник iMac Pro — новая компактная рабочая станция Mac Studio вместе с фирменным монитором Apple Studio Display.

## Описание
В компактном корпусе компьютера собраны монитор Retina 5K с диагональю 27 дюймов и все современные и мощнейшие системные компоненты рабочей станции, включая: микропроцессор Intel Xeon W (с 8-ю, 10-ю или 18-ю процессорными ядрами), графический адаптер AMD Radeon Pro Vega 56 с 8 ГБ памяти HBM2 (или AMD Radeon Pro Vega 64 с 16 ГБ памяти HBM2), оперативная память DDR4 ECC (32—128 ГБ), твердотельный накопитель (1—4 TB SSD) и несколько современных разъёмов таких как: USB 3.0, Thunderbolt 3, 10 Gigabit Ethernet. В корпус встроены стереодинамики, четыре микрофона, выход 3,5 мм для наушников, фото/видеокамера, беспроводная связь Bluetooth и Wi-Fi. Корпус компьютера, клавиатура Magic Keyboard и мышь Magic Mouse 2, которые подключаются отдельно, выполнены в цвете «серый космос».
Данная модель компьютера была представлена на WWDC 5 июня 2017 года, начало продаж было запланировано на декабрь 2017 года.
19 марта 2019 года была добавлена возможность установки до 256 ГБ оперативной памяти и видеокарты Radeon Pro Vega 64X.
4 августа 2020 года Apple сняла с производства модель с 8-ядерным процессором Intel Xeon, а базовой моделью стала модель с 10-ядерным процессором Intel Xeon. 

## Спецификации компонентов
| Характеристики iMac Pro      | Характеристики iMac Pro      | Характеристики iMac Pro |
| Компоненты/Модель процессора | Компоненты/Модель процессора | Intel Xeon |
| ---------------------------- | ---------------------------- | --- |
| Модель                       | Модель                       | 2017 |
| Дата выхода                  | Дата выхода                  | 14 декабря 2017 |
| Снят с производства          | Снят с производства          | 4 августа 2020 (модель с 8-ядерным Intel Xeon) 19 марта 2021 |
| Материалы корпуса            | Материалы корпуса            | Стекло и алюминий в цвете «Серый космос» |
| Дисплей                      | Дисплей                      | 27", 5120 × 2880 |
| Дисплей                      | Дисплей                      | Глянцевый стеклянный дисплей с соотношением сторон 16:9, светодиодная подсветка, сделанная по технологии IPS; цветовое пространство P3. Яркость — 500 нит. |
| Процессор                    | Процессор                    | 8-ядерный процессор Intel Xeon W (2140B) с тактовой частотой 3.2 ГГц (Turbo Boost до 4.3 ГГц) или 10-ядерный процессор Intel Xeon W (2150B) с тактовой частотой 3 ГГц (Turbo Boost до 4.3 ГГц) Опционально: 14-ядерный процессор Intel Xeon W (2170B) с тактовой частотой 2.5 ГГц (Turbo Boost до 4.3 ГГц) или 18-ядерный процессор Intel Xeon W (2190B) с тактовой частотой 2.3 ГГц (Turbo Boost до 4.3 ГГц). |
| ОЗУ                          | ОЗУ                          | 32 ГБ ОЗУ DDR4 ECC SDRAM, работающей на частоте 2666 МГц. Формально возможны конфигурации на 64, 128 и 256 ГБ Возможно расширение до 512 ГБ с помощью модулей памяти сторонних производителей |
| Видеокарта                   | Видеокарта                   | AMD Radeon Pro Vega 56 с 8 ГБ HBM2 видеопамяти Опционально: AMD Radeon Pro Vega 64 или Vega 64X с 16 ГБ HBM2 видеопамяти |
| Накопитель                   | Накопитель                   | SSD на 1 ТБ. Опционально: SSD на 2 или 4 ТБ. |
| CD/DVD привод                | CD/DVD привод                | Отсутствует. |
| Подключения                  | Подключения                  | Встроенный AirPort Extreme 802.11a/b/g/n/ac 10-гигабитный Ethernet Bluetooth 4.2 |
| Камера                       | Камера                       | FaceTime HD 1080p (1920 × 1080; 2 МП) |
| Периферия                    | Периферия                    | 4x USB 3.0 Слот SDXC с поддержкой UHS-II Разъём 3.5 мм/цифровой вывод аудио 4x Thunderbolt 3 (типа USB-C) Поддержка до двух 5K дисплеев или до четырёх 4K дисплеев 10 Gb Nbase-T Ethernet RJ-45 (Поддерживает Ethernet на 1, 2,5, 5 и 10Гб) |
| Операционная система         | Изначальная                  | macOS 10.13 High Sierra |
| Операционная система         | Последняя версия             | macOS 13 Ventura |

## Габариты
- Высота: 51,6 см
- Ширина: 65,0 см
- Толщина подставки: 20,3 см
- Вес: 9,7 кг

## Стоимость
Стоимость iMac Pro в базовой (минимальной) конфигурации на момент начала продаж объявлена от $4999. Продажи стартуют в декабре 2017 года.